# 全国ライブ配信協同組合準備会
全国ライブ配信協同組合準備会（英語: All-Nippon Live Streamers Co-operative Preparatory Committee : AlisCoop Inc）は、動画配信者による事業協同組合の設立を目的として、ライブ配信に関する調査研究、広報等の共同事業を行う日本の事業者団体・権利能力なき社団。

## 概要
インターネットユーザ団体匿名クラブ会長の上永顕理が2021年1月に提唱した「全国ライブ配信協同組合」設立構想に基づき、2023年までの事業協同組合設立を目指している。法人番号は7700150108227。
組合の設立後は以下の「４大機能」を果たしていくとしている。
- 全国のライバーとのネットワークを活かした共同企画・宣伝
- 取引先や事務所との適正なルール作りをはかる団体協約
- ライバーの活動のチャンスを広げる広報・宣伝
- AlisCoop・ライブ配信業界の意志結集をはかり、業界として社会を動かす代表機能

## 理事
- 代表理事理事長　大津政俊(配信者・芸能プロデューサー)
- 会長理事　上永顕理（バーチャルYouTuber・大学院生[3]）

## 会員
2022年10月時点で、法人・団体・間接構成員を含む96名。

## 活動
2021年09月15日、全国フェミニスト議員連盟に抗議文を送付し、adect上で公開した。
2022年4月22日、法人番号を取得した。
2022年8月から、エフエム浦安・市川うららFMにおいてラジオ番組「AlisCoop全配信協presents Vカフェ！」を放送している。